# Pablo Alcolea
Pablo Alcolea (Madrid, Madrid, España, 20 de enero de 1989), conocido deportivamente como La araña, es un futbolista español. Se desempeñaba en la posición de guardameta. Actualmente, tras acabar sus estudios de enfermería se dedica a esto a nivel asistencial.

## Trayectoria
Formado en las categorías inferiores del Real Zaragoza, club al que pertenece desde 2007, fue convocado por primera vez para el primer equipo en enero de 2010 para el partido que enfrentaba al Real Zaragoza contra el Valencia C. F. Curiosamente tres años después debutó en Primera División contra el mismo conjunto, el 22 de febrero de 2013, en el estadio municipal de La Romareda, debido a que el portero titular blanquillo Roberto se encontraba lesionado y Leo Franco, titular en ese encuentro contra el conjunto che, fue expulsado en el minuto 79 cuando el resultado era de 2 a 2. El joven portero aragonés Alcolea resolvió con una actuación soberbia todas las ocasiones de peligro que el equipo contrario le puso y consiguió mantener el resultado. Al siguiente fin de semana jugó su primer partido como titular frente al Getafe C. F. en el Coliseum de Getafe donde encajó dos goles. Finalmente asciende definitivamente al primer equipo en agosto de 2013.
El 20 de julio de 2016 abandonó la concentración de pretemporada en Boltaña y para salir cedido del Real Zaragoza, al Club Deportivo Toledo de Segunda División B. 
En su etapa final en Zaragoza comenzó la carrera de enfermería, cuyos conocimientos le valieron para salvar la vida de un compañero del Toledo, Lassad Nouioui, que sufrió una parada cardiorrespiratoria. Dicha intervención fue reconocida incluso por el Colegio Oficial de Enfermería de Toledo.
En el verano de 2018 firmó por el Salamanca Club de Fútbol UDS para jugar la temporada 2018-19 en Segunda B.

## Clubes
| Club                | País   | Año       |
| ------------------- | ------ | --------- |
| Real Zaragoza "C"   | España | 2008-2009 |
| Real Zaragoza "B"   | España | 2009-2013 |
| Real Zaragoza       | España | 2013-2016 |
| C. D. Toledo        | España | 2016-2018 |
| Salamanca C. F. UDS | España | 2018-2019 |
| C. F. Fuenlabrada   | España | 2020      |